# Vitamine B6

Phosphate de pyridoxal.

Structure de la pyridoxine.

La vitamine B6 est une vitamine hydrosoluble de la famille des vitamines B, représentée par trois formes principales : la pyridoxine, le pyridoxal et la pyridoxamine.
Présente dans une grande variété d'aliments végétaux et animaux, elle est nécessaire au bon fonctionnement cellulaire, en particulier le système nerveux et cutané.
Le déficit isolé en B6 est rare. Il est le plus souvent associé à des carences vitaminiques multiples, en particulier les autres vitamines B. Ces déficits s'observent notamment chez les alcooliques chroniques.

## Historique
Dans les années 1930, des régimes alimentaires expérimentaux provoquent, chez le rat, des troubles cutanés et neurologiques. Ces troubles ne pouvaient être traités par aucun nutriment connu, sauf par extrait d'une levure particulière.
En 1934, Paul György montre que le facteur curatif est une vitamine, dite B6. Dans les années qui suivent la vitamine B6 est isolée et cristallisée, et ses formes chimiques sont élucidées (à partir d'un noyau pyridine). Le terme pyridoxine est proposé par György en 1936.
Les premières observations de déficit en vitamine B6 chez l'homme ont été faites sur des nourrissons, alors qu'ils étaient allaités par un lait trop stérilisé à l'autoclave, ou enrichis en huile de palme. D'où, dans les années 1950, d'intenses recherches sur la biochimie de cette vitamine, dont des expériences menées sur des volontaires subissant des régimes carencés.
D'autres déficits ont été observés chez les patients tuberculeux de cette époque traités par isoniazide, médicament  qui est aussi un antagoniste de la pyridoxine.
Durant les années 1960-1980, les rôles de la vitamine B6 sont précisés dans le métabolisme des acides aminés, la synthèse de l'hème, et dans l'activité des neurotransmetteurs.

## Formes
La vitamine B6 est connue sous trois formes principales, convertibles entre elles :
1. Pyridoxine (PN), forme primaire (chimiquement un alcool) sous laquelle la vitamine B6 est présente dans les végétaux et compléments vitaminés ;
2. Pyridoxal (PL), forme dérivée (chimiquement un aldéhyde) existant dans les cellules vivantes et donc présente dans les aliments d'origine animale ;
3. Pyridoxamine (PM), qui se distingue des deux précédentes par un groupe amine, également présente dans les aliments d'origine animale.

La pyridoxine n'a aucun rôle dans le corps humain mais peut être convertie par le foie en les deux autres formes. Cette conversion utilise de la vitamine B2. Les formes biologiquement actives sont des esters : 
- le phosphate de pyridoxal (PLP) ou pyridoxal 5'phosphate, qui intervient dans le métabolisme des acides aminés ;
- le phosphate de pyridoxamine (PMP) ou pyridoxamine 5'phosphate, qui intervient plus particulièrement dans les réactions de transamination.

L'acide 4-pyridoxique (PA) est un catabolite excrété par voie urinaire.

## Rôles

### Biochimie
Le phosphate de pyridoxal (PLP), forme biologiquement active, intervient en tant que cofacteur enzymatique dans plus d'une centaine de réactions du métabolisme des acides aminés, notamment de transamination, désamination et décarboxylation.

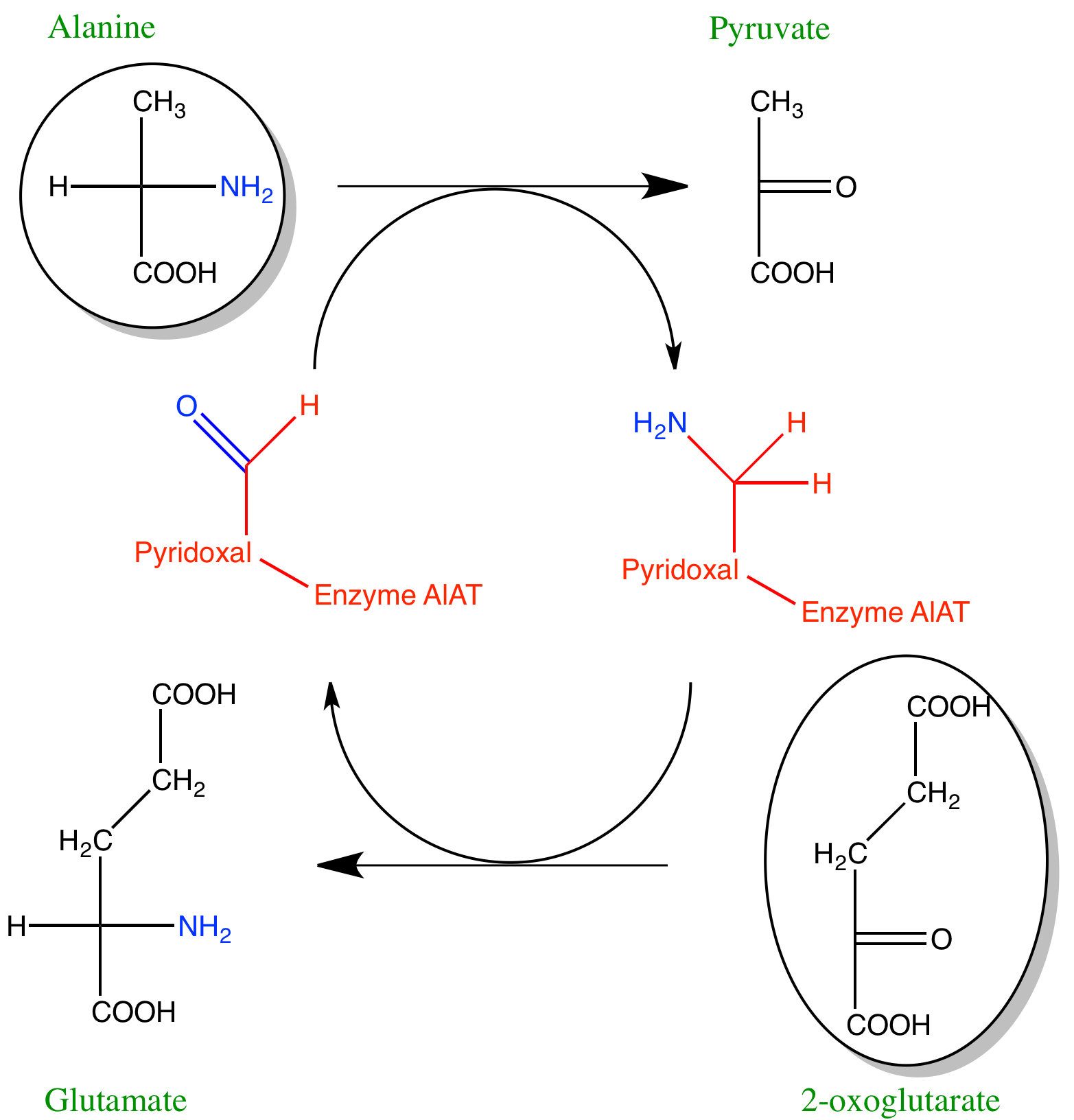
Aminotransférase (transamination)

Il permet la conversion du glycogène en glucose (glucose-1-phosphate) par la glycogène phosphorylase, et il joue un rôle dans le métabolisme des lipides.
Il intervient dans la synthèse endogène de la taurine, en tant que cofacteur enzymatique de la cystathionine-β-synthase (CBS), de la cystathionine gamma-lyase (CTH) et de la décarboxylase de l'acide cystéine sulfinique (CSAD),.
La vitamine B6 participe également à la transformation du tryptophane en vitamine B3, et à la biosynthèse de la sérotonine. En 2018, le rôle de la B6 dans le métabolisme cellulaire reste encore en partie inexploré. Ce sujet fait l'objet de nombreuses recherches, avec des répercussions dans la production de nouveaux médicaments et plantes OGM.

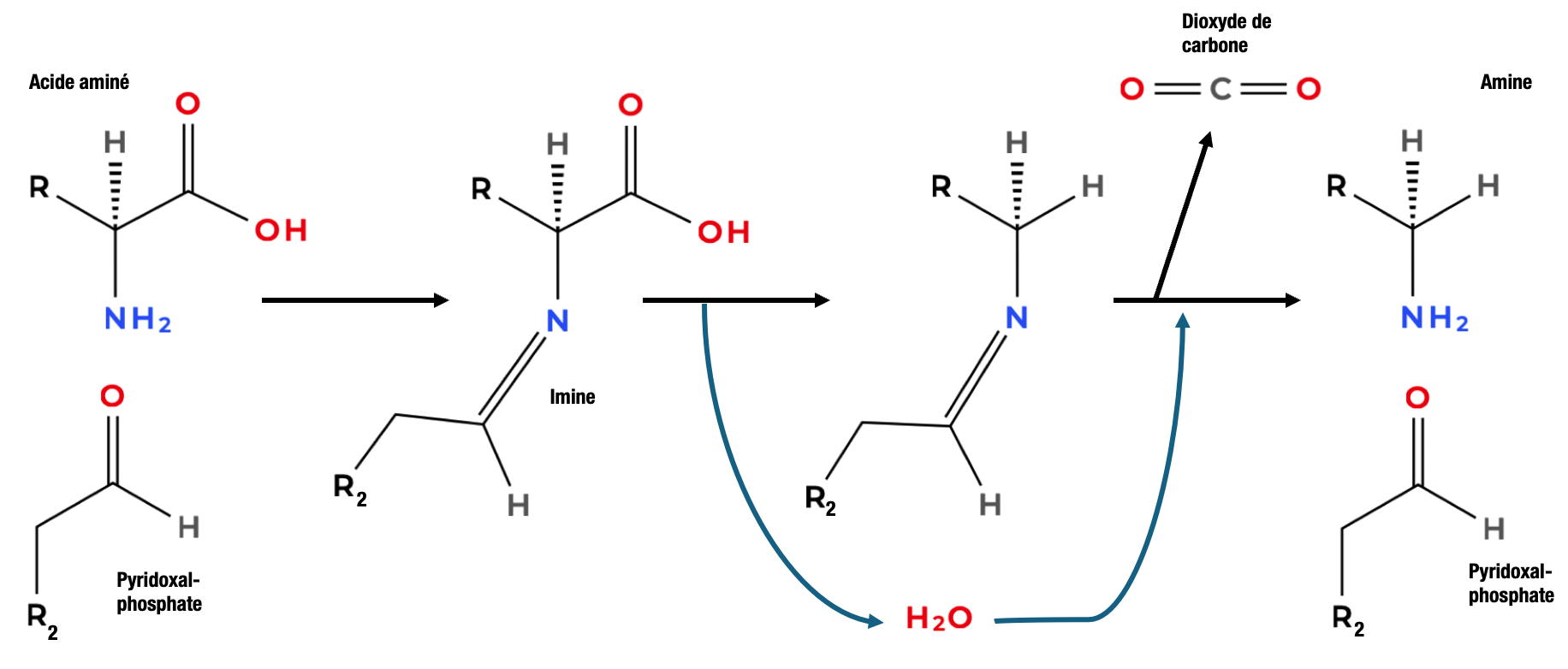
Intervention du pyridoxal-phosphate dans la décarboxylation d'acide animé

### Physiologie
Dans les produits animaux, la B6 est majoritairement sous forme d'esters, alors que dans les produits végétaux, elle est sous forme de pyridoxine laquelle est moins biodisponible.
La B6 est absorbée au niveau du jéjunum et métabolisée au niveau des mitochondries des cellules hépatiques. Le surplus est lié à des albumines dans le plasma sanguin, et est excrété dans les urines. La demi-vie d'élimination est de l'ordre de 15 à 20 jours. Il n'existe pas de forme de stockage dans le corps humain.
La vitamine B6 est nécessaire au développement cérébral et cognitif, du stade fœtal à l'enfance, en participant à la synthèse des neurotransmetteurs. De même, elle joue un rôle dans la synthèse de l'hème et la formation de l'hémoglobine. Enfin elle participe aux fonctions immunitaires lors de la production de l'interleukine-2.
Chez les végétaux, la B6 contribue à la biosynthèse de la chlorophylle.

## Sources
Elle est présente en quantités importantes dans les produits animaux comme les volailles, poissons, foies (bœuf, agneau, veau) ; et les produits végétaux comme les pois et céréales, le soja et les noix, les bananes,.
Par exemple, pour 100 g de produit : germe de blé (3,3 mg de B6), sardine (1), foie de veau (0,9), riz non poli (0,7), thon (0,5), œuf de poule (0,1).
Toutefois, dans les végétaux, la vitamine B6 peut être reliée à des sucres, la rendant plus difficile à absorber par le corps humain. Des études suggèrent une biodisponibilité de la forme reliée à des sucres allant de 50 % à 0 % dans les aliments d'origine végétale.
La chaleur et donc la cuisson détruit partiellement la vitamine B6.
L'apport quotidien conseillé est de l'ordre de 1,5 à 1,8 mg par jour (homme, femme, adultes, France), de 1 à 2 mg par jour (enfant de 3-13 ans, femme allaitante, États-Unis).
Le régime occidental standard offre un apport nettement supérieur aux besoins, puisqu'il serait de l'ordre de 6 à 10 mg par jour.
La B6 est présente dans la plupart des compléments alimentaires et produits enrichis en vitamines.
| Végétaux                    | μg de vitamine B6 pour 100g |
| --------------------------- | --------------------------- |
| Farine de sarrasin          | 582                         |
| Châtaignes grillées         | 497                         |
| Pois chiches en conserve    | 473                         |
| Rösti                       | 472                         |
| Banane (crue)               | 367                         |
| Farine de blé complète      | 340                         |
| Poivrons rouges             | 291                         |
| Choux de Bruxelles          | 289                         |
| Épinards (bouillis)         | 242                         |
| Graines de soja (bouillies) | 234                         |
| Haricots pinto (en)         | 229                         |
| Jus de prunes (conserve)    | 218                         |
| Jus de carottes             | 217                         |
| Concentré de tomates        | 216                         |

| Animaux                               | μg de vitamine B6 pour 100g |
| ------------------------------------- | --------------------------- |
| Thon frais cuit à sec                 | 1 038                       |
| Foie de bœuf poêlé                    | 1 027                       |
| Filet de bœuf grillé                  | 631                         |
| Côtelette de porc (poids avec les os) | 513                         |
| Cabillaud du Pacifique (cuit à sec)   | 462                         |
| Dinde rôtie                           | 460                         |
| Jambon rôti                           | 449                         |
| Flétan (cuit à sec)                   | 435                         |
| Truite arc-en-ciel (cuite à sec)      | 435                         |
| Filet de poulet avec la peau          | 430                         |
| Espadon (cuit à sec)                  | 381                         |
| Haddock (cuit à sec)                  | 346                         |
| Rascasse du Pacifique (cuite à sec)   | 270                         |
| Canard rôti                           | 250                         |

## Surdosage et toxicologie
La limite de sécurité (pour la supplémentation en sus des apports conseillés) est de 5 mg par jour, ce qui correspond à l'enfant de 1 à 3 ans selon l'EFSA, cette limite étant à 25 mg par jour pour l'adulte. Un surdosage en vitamine B6 peut se manifester par une neuropathie, pour des doses supérieures à 250 ou 500 mg par jour,,.
Ces effets indésirables ont été rapportés à la suite d'une supplémentation en vitamine B6 (ou multi-vitamines possédant de la B6) ou lors de la consommation de produits enrichis en vitamine B6 (Energy Drinks, protéine en poudre...). Des dommages aux ganglions de la racine dorsale sont documentés, dans des cas humains de surdosage de pyridoxine. Bien qu'il s'agisse d'une vitamine soluble dans l'eau et excrétée dans l'urine, de hautes doses à court terme ou petites doses sur une longue période peuvent provoquer des problèmes neurologiques douloureux et finalement irréversibles,,,,,,. Les symptômes les plus fréquemment rapportés étaient un engourdissement (96 %), douleur brûlante (49,9 %), des picotements (57,7 %), des difficultés d’équilibre (30,7 %) et une faiblesse (7,8 %). Neuf (sur 26) avaient un EMG / NCS anormal,,,,. Dans les cas graves, la neuropathie motrice peut survenir avec un « ralentissement des vitesses de conduction motrice, des latences prolongées des ondes F et des latences sensorielles prolongées dans les deux membres inférieurs », entraînant des difficultés à marcher.
Selon une étude, une supplémentation en concentrations élevées de pyridoxine entraîne une diminution de la fonction de la vitamine B6 et donc conclure que les symptômes d'une hypervitaminose B6 sont les mêmes que lors d'une carence.

## Carence

### Sujets à risques
Le déficit isolé de B6 est rare, il est le plus souvent associé à d'autres déficits vitaminiques, notamment ceux des autres vitamines B.
Dans les pays développés, la carence en B6 fait partie des carences multiples pouvant survenir chez l'alcoolique chronique. Des taux bas de vitamine B6 peuvent se retrouver dans des états d'obésité, de grossesse, ou de malabsorption intestinale (maladie cœliaque, maladies inflammatoires de l'intestin, chirurgie digestive...).
Les autres affections à risques de déficit sont l'insuffisance rénale (notamment les dialysés) et les maladies auto-immunes (comme l'arthrite rhumatoïde).
Des médicaments peuvent interférer avec le métabolisme de la B6 en agissant comme des antagonistes. Les principaux sont l'isoniazide, la penicillamine et la levodopa.

### Pathologies
Chez l'adulte, notamment alcoolique chronique, on peut observer des polynévrites sensitives et des troubles psychiques (dont la dépression). Des atteintes cutanées, démangeaisons, atteintes des lèvres (chéilite) et de la langue (glossite) peuvent se voir, ainsi qu'une anémie normocytaire ou microcytaire non spécifique,.
Chez l'enfant, une carence ou un déficit sévère en B6 peut provoquer des crises convulsives.
Il existe aussi une maladie très rare, liée à un trouble métabolique congénital, à transmission autosomique récessive, dite épilepsie pyridoxino-dépendante du nouveau-né et du nourrisson, qui ne répond pas aux agents anti-convulsivants habituels, mais qui répond à la vitamine B6.

## Utilisation thérapeutique
Des études sont en cours de discussion pour évaluer le rôle d'un déficit en B6 dans les maladies cardio-vasculaires, le cancer ou le déclin cognitif. En 2018, il n'existe pas de données suffisantes pour proposer une supplémentation préventive dans ces affections (en sus de l'apport quotidien recommandé).
Quelques études indiquent cependant qu'une supplémentation en B6 pourrait améliorer le syndrome prémenstruel. The American College of Obstetrics and Gynecology recommande une supplémentation (1,9 mg par jour) contre les nausées et vomissements de la grossesse.
En toxicologie, la B6 est utilisée comme antidote d'urgence lors d'intoxications médicamenteuses (isoniazide), par éthylène-glycol, et par des champignons contenant de la gyromitrine comme la fausse morille.
Associée à la cystine, la B6 est aussi présentée comme favorisant le développement des phanères (cheveux, ongles...).
Une certaine forme de la vitamine B6 (la pyridoxine) est utilisée comme traitement des anémies sidéroblastiques congénitales.